# História bahá'í
A história da Fé Bahá'í é frequentemente traçada através de uma sequencia de líderes, iniciando com a declaração do Báb em 23 de Maio de 1844 em Shiraz, e finalmente fixada em uma ordem administrativa estabelecida por figuras centrais da religião. A religião tem sua origem de dois movimentos anteriores no século XIX, Shaykhism e a religião Babí. Shaykism centralizava-se em doutrinas teosóficas e muitos Shaykhis esperavam o retorno do décimo segundo Imame. Muitos Shaykhis aderiram ao movimento messiânico Babí na década de 1840, sendo que o Báb declarou Ser o retorno do Imame. Sendo que o movimento Babí espalhou-se pelo Irã, a violência estourou com as autoridades do governo e os cleros xiitas contra os Babís, e terminou quando o governo massacrou milhares de Babis, e executou o Báb em 1850.
O Báb mencionou uma outra figura messiânica prestes a surgir, Aquele Que Deus tornará manifesto. Um dos seguidores do Báb, Bahá'u'lláh foi aprisionado no Irã pelo governo persa depois da execução do Báb e a seguir Ele foi exilado para o Iraque, e após para a Constantinopla e Adrianópolis no Império Otomano, e por fim foi exilado para a cidade-prisão de Akká, na Palestina (atual Israel). Em 1863 em Bagdá, Bahá'u'lláh declarou ser o Prometido esperado nos escritos do Báb. Os Bahá'ís consideram que o início da religião tenha surgido com a declaração de Bahá'u'lláh em 1863.
Na época do falecimento de Bahá'u'lláh a tradição foi na maioria das vezes confinada pelos impérios Persa e Otomano, sendo que na época existiam seguidores em somente treze países da Ásia e África. A liderança da religião foi passada para ‘Abdu’l-Bahá, filho de Bahá'u'lláh, que foi apontado por Bahá'u'lláh, e foi aceita por quase todos os bahá'ís. Sob a liderança de ‘Abdu’l-Bahá, a religião espalhou-se pela Europa e América, e foi consolidada no Irã, mesmo com a intensa  perseguição.
Após o falecimento de ‘Abdu’l-Bahá em 1921, a liderança da comunidade bahá'í foi passada para seu neto, Shoghi Effendi, que foi apontado por ‘Abdu’l-Bahá em seu testamento. O documento apontava Shoghi Effendi como o primeiro Guardião, e exigia a eleição da Casa Universal de Justiça até a Fé Bahá'í ter se espalhado o suficiente para haver eleições de tamanho significativo. Durante a época em que Shoghi Effendi foi o líder da Fé Bahá'í houve um grande crescimento em números de bahá'ís, e ele testemunhou o estabelecimento das eleições de muitas assembléias espirituais nacionais.
Shoghi Effendi faleceu em 1957, e por ele ter não ter tido filhos ele achou impossível ter um Guardião após ele para sucedê-lo. Em 1963 a Casa Universal de Justiça foi eleita. Desde 1963 a Casa Universal de Justiça foi eleita a cada cinco anos e permanece como o sucessor e instituição que lidera a Fé Bahá'í.